# Everton (Nottinghamshire)
Everton – wieś w Anglii, w hrabstwie Nottinghamshire, w dystrykcie Bassetlaw. Leży 53 km na północ od miasta Nottingham i 219 km na północ od Londynu.